# 7,62 × 54 mm R
7,62 × 54 mm R è una cartuccia russa, pensata originariamente per il fucile Mosin-Nagant (da cui il primo nome assegnatole, Трехлинейный патрон образца 1891 года, trechlinejnyj patron obrazca 1891 goda, "munizione da tre linee modello 1891"), utilizzata dal periodo zarista fino ai giorni nostri, sia in mitragliatrici che fucili bolt-action che semiautomatici (SVT 40, Dragunov). Attualmente è una delle poche munizioni militari flangiate (rimmed, da cui la R che compare nella nomenclatura, che viene solitamente intesa come abbreviazione di Russian, da cui il nome colloquiale ma tecnicamente errato di 7,62 mm Russian) ancora utilizzate. Fu inizialmente sviluppata per utilizzare come carica di lancio la polvere nera e solo successivamente fu riconvertita per l'utilizzo con polvere infume, ed ulteriormente modificata nel 1908 con l'introduzione dell'ogiva appuntita (in precedenza era rotondeggiante). Balisticamente è molto apprezzata per le sue doti di precisione ed elevata energia. Ad oggi è forse la munizione più longeva della storia.

## Storia
La palla nella versione originaria M1891 era di tipo round-nose (naso rotondo) del peso di 13,64 g (210 gr) e la munizione caricata a polvere nera: il primo impiego bellico fu nel 1904-1905 nella guerra russo-giapponese, dove la pallottola non si dimostrò né potente né adatta a tiri di precisione.
Successivamente, gli esperti di balistica russi lavorarono su un nuovo tipo di palla appuntita (spitzer) e a base piana e del peso di 9,6 g (148 gr) utilizzando come carica di lancio una polvere infume; nacque così la versione M1908 che adottava anche una palla in piombo incamiciato da una lega di tombacco, con percentuali del 90% rame e 10% zinco, chiamata comunemente Tipo Л (Лёгкяя пуля образца 1908 года, lëgkjaja pulja obrazca 1908 goda, "munizione leggera modello 1908"). Durante la prima guerra mondiale i militari russi utilizzarono la munizione Л come munizione standard.
Nel 1930 venne poi introdotta una nuova versione di munizione di tipo Л, differente dal modello precedente nella sezione della palla più arrotondata, dei solchi di crimpatura, e nella camiciatura in ottone anziché in tombacco. La nuova versione prevedeva un utilizzo a corto raggio contro bersagli umani, in quanto a causa del profilo arrotondato, alle lunghe distanza perdeva velocità e potere di penetrazione.
Sempre nel 1930 veniva anche elaborata un nuovo tipo di palla pesante, chiamato Tipo Т (тяжелая, tjažëlaja, "pesante"). Questa palla ha un peso di 11,82 g, una base rastremata (tipo una coda di barca) per migliorarne la stabilità e precisione. Alcune fonti citano questa versione di munizione come Tipo Д (дальнобойня, dal'nobojnja, "lungo raggio").
Vi sono poi due varianti destinate al tiro di precisione, la prima 7N1, adottata nel 1966, utilizza un proiettile a base rastremata (boat tail) di 9,85 g (152 gr) dotato di una struttura composita del nucleo con un nucleo in ferro centrale ed uno posteriore in piombo, in modo che il centro di gravità risulti situato posteriormente (come la munizione M60 in 7,62 × 39 mm) e tenda a ribaltarsi nel momento dell'impatto, creando maggiori danni all'interno del corpo.
La seconda variante, nata nel 1999 e denominata 7N14 adotta un nucleo perforante in acciaio temprato, base rastremata e peso sempre di 9,85 g (152 gr).

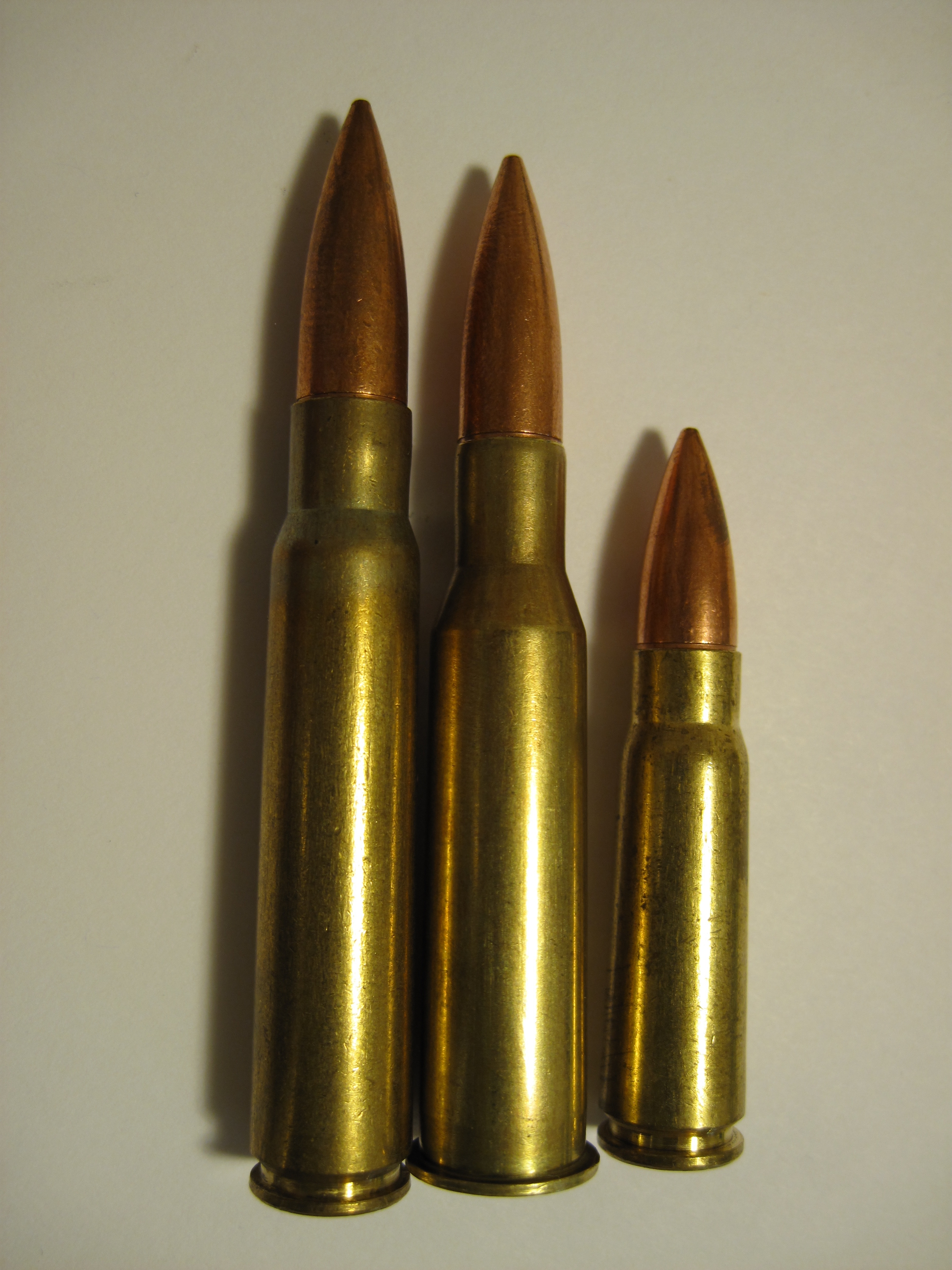
Da sinistra a destra:7,92 × 57 mm Mauser / 7,62 × 54 mm R / 7,62 × 39 mm

## Armi camerate per il 7,62 × 54 mm R

### Fucili
- Vari esemplari di Mosin-Nagant, compresa la particolare pistola Obrez.
- АV-7,62 mm (АБ-7,62 мм, Автомат Барыщева, Avtomat Baryševa, fucile automatico Baryšev 7,62 mm)
- АVS-36 (АВС-36, Автоматическая винтовка Симонова образца 1936 года, Avtomatičeskaja Vintovka Simonova obrazca 1936 goda, fucile automatico Simonov modello 1936)
- SVD Dragunov (e SVU) (СВД, Снауперская винтовка Драгунова, Snajperskaja Vintovka Dragunova, fucile di precisione Dragunov)
- SVT-38/40 (Самозарядная Bинтовка Токарева образец 1940 года, Samozarjadnaja Vintovka Tokareva obrazec 1938/40 goda, fucile semiautomatico Tokarev modello 1938/40)
- Baikal-Kipplauf IZH-18MH
- SV-98 (Снаиперская Винтовка образца 1998 года, Snajperskaja Vintovka obrazca 1998 goda, fucile di precisione modello 1998)
- NDM-86 (copia cinese del Dragunov)
- JS 7,62 mm
- PSL (Puşcă Semiautomată cu Lunetă model 1974, fucile semiautomatico con ottica modello 1974)
- Zastava M91
- Alejandro SR
- Gli esemplari di Winchester M1895 prodotti dagli americani per l'esercito russo negli anni 1915 e 1916 (circa 300.000 esemplari).

### Mitragliatrici
- Пулемёт Гаранина 2B-P-10 (Pulemët Garanina 2B-P-10, mitragliatrice Garanin 2B-P-10)
- DP-28 (ПДП, Пулемёт Дегтярёвa Пехотный, Pulemët Degtjarëva Pechotnyj, mitragliatrice da fanteria Degtjarëv)
- DS-39 (Дегтярёва Станковый образца 1939 года, Degtjarëva Stankovji obrazca 1939 goda, mitragliatrice fissa Degtjarëv modello 1939)
- TKБ-621 (GShG 7,62 mm)
- PV-1 (Пулемёт Воздушный 1, Pulemët Vozdušnyj 1, “mitragliatrice da aereo modello 1”)
- 7,62 мм SG-43 Горюнова (SG-43 Gorjunova)
- ShKAS (ШКАС, Шпитальный-Комарицкий Авиационный Скорострельный, Špital'nyj-Komarickij Aviacionnyj Skorostrel'nyj, “mitragliatrice a fuoco rapido Špital'nyj-Komarickij per aerei”)
- PM M1910 (Пулемёт Максима на станке Соколова, Pulemët Maksima na stanke Sokolova, mitragliatrice Maksim modello 1910 su affusto Sokolov)
- PKM (ПKM , Пулемёт Калашникова Модернизированный, Pulemët Kalašnikova Modernizirovannyj, mitragliatrice Kalašnikov modernizzata)
- 6P41 (meglio nota come ПКП Печенег, PKP Pečeneg)
- RP-46 (o Type 58, copia della DP-28)
- Type 67
- Type 80
- Type 73
- Uk vz. 59 (Univerzální kulomet vzor 59, mitragliatrice universale modello 1959)
- Zastava M84
- Madsen MG